# Biomasa
Biomasa (eng. biomass, njem. Biomasse) odnosi se na živuću ili donedavno živuću materiju, biljnog ili životinjskog porijekla, koja se može koristiti kao gorivo ili za industrijsku proizvodnju. Najčešće se koristi direktno u konačnoj potrošnji energije za grijanje, kuhanje ili zagrijavanje tople vode, ali se može koristiti i za proizvodnju električne energije i topline, te se odnedavno sve više koristi za proizvodnju biogoriva. Također može se koristiti u industriji za proizvodnju vlakana i kemikalija. 

## Podjela po vrstama
Biomasa je obnovljivi izvor energije, a općenito se može podijeliti na drvnu, nedrvnu i životinjski otpad, unutar čega se mogu razlikovati:
- Drvna biomasa
  - Ostaci i otpad nastao pri piljenju, brušenju, blanjanju...
  - Često je to otpad koji opterećuje poslovanje drvno-prerađivačke tvrtke
  - Služi kao gorivo u vlastitim kotlovnicama, sirovina za proizvode, brikete, pelete
  - Jeftinije je i kvalitetnije gorivo od šumske biomase
  - Drvenaste kulture kratkih ophodnja[1]

- Ostaci i otpaci iz poljoprivrede
  - Slama, kukuruzovina, oklasak, stabljike, koštice, ljuske...
  - To je heterogena biomasa različitih svojstava
  - Ima nisku ogrjevnu vrijednost zbog visokog udjela vlage i različitih primjesa (klor!)
  - Prerađuje se prešanjem, baliranjem, peletiranjem
  - Danska: instalirana je elektrana na ostatke žitarica od 450 MW!

- Životinjski otpad i ostaci
  - Anaerobna fermentacija (izmet – sve vrste životinja + zelena masa)
  - Spaljivanjem (stelja, lešine – peradarske farme)
  - Bioplin (60 % metana, 35 % CO2 te 5 % smjese vodika, dušika, amonijaka, sumporovodika, CO, kisika i vodene pare)

- Biomasa iz otpada
  - Zelena frakcija kućnog otpada
  - Biomasa iz parkova i vrtova s urbanih površina
  - Mulj iz kolektora otpadnih voda

Najčešće se koristi drvna masa koja je nastala kao sporedni proizvod ili otpad te ostaci koji se ne mogu više iskoristiti. Takva se biomasa koristi kao gorivo u postrojenjima za proizvodnju električne i toplinske energije ili se prerađuje u plinovita i tekuća goriva za primjenu u vozilima i kućanstvima.
Biomasa ne uključuje organske tvari koje su promijenjene raznim geološkim procesima u tvari poput nafte i ugljena.

## Utjecaj na okoliš
Biomasa je dio zatvorenog ugljičnog kruga. Ugljik iz atmosfere se pohranjuje u biljke, prilikom spaljivanja ugljik se ponovno oslobađa u atmosferu kao ugljični dioksid (CO2). Dok god se poštuje princip obnovljivog razvoja (zasadi se onoliko drveća koliko se posiječe) ovaj oblik dobivanja energije nema značajnog utjecaja na okoliš.
Biomasa se smatra obnovljivim izvorom energije i često se naziva ugljično neutralno gorivo, no ono ipak može doprinijeti globalnom zagrijavanju. To se događa kad se poremeti ravnoteža sječe i sađenja drveća, na primjer kod krčenja šuma ili urbanizacije zelenih površina. Kada se biomasa koristi kao gorivo umjesto fosilnih goriva ono ispušta jednaku količinu CO2 u atmosferu. Ugljik iz biomasa koji sačinjava otprilike pedeset posto njene mase je već dio atmosferskog ugljičnog kruga. Biomasa apsorbira CO2 tijekom svog životnog ciklusa te ga ispušta natrag u atmosferu kad se koristi za dobivanje energije. Kod fosilnih goriva je to drugačije jer se kod njih ugljik izdvaja iz dugotrajnih spremnika, u kojem bi inače bio zauvijek zarobljen, i ispušta u atmosferu.
Štoviše, biomasa dobivena sječom šuma je u posljednje vrijeme kritizirana od strane raznih organizacija za zaštitu okoliša poput Greenpeacea i Odbora za zaštitu prirodnih resursa, zbog njihovog štetnog utjecaja na šume i klimu. Sječa šuma s ciljem dobivanja energije otklanja više hranjivih tvari nego redovita sječa što utječe na ekosustave i buduće zdravlje šume. Još jedan problem kojeg organizacije navode je emisija ugljikovog dioksida. Po njihovim istraživanjima je puno više vremena potrebno da bi šuma emitirala istu količinu (CO2) koji bi bio emitiran izgaranjem biomase (u područjima s manje šuma to vrijeme je još duže). Uz to, postoji i briga da bi moglo doći do poremećaja u tlu na kojem je šuma posječena što bi moglo dovesti do dodatne emisije (CO2) koji je u tom tlu bio pohranjen.

## Procesi pretvorbe biomase u iskoristivu energiju

### Toplinska pretvorba
U procesima toplinske pretvorbe toplina je korištena kao dominantan mehanizam za pretvorbu biomase u neki drugi kemijski oblik. Energija dobivena izgaranjem biomase (npr. izgaranje drva) je najviše korištena u područjima gdje šume rastu brže i gušće. Takva područja su npr. tropska područja, a takva energija dobivena izgaranjem se naziva dendrotermalna energija. Također, postoje procesi koji služe kao međukoraci pri dobivanju iskoristive energije. Koriste se rjeđe, više po potrebi a katkad i eksperimentalno. U te procese se ubrajaju: hidrotermalno nadograđivanje i hidrodesulfurizacija. Cilj takvih procesa jest prebacivanje postojeće biomase u lakše obradljivu formu. Na primjer – morska mulj je prevlažna za normalne procese pretvorbe, pa se koriste procesi hidroobrade kako bi ta vrsta biomase bila pogodnija za daljnju obradu. Također, toplinska pretvorba biomase se koristi i u tehnologijama poput CHP (Combined Heat and Power) i tehnologije suspaljivanja (co-firing) čijim se korištenjem povećava sveukupna efikasnost. U tipičnoj elektrani na biomasu u kojoj se ne koriste te tehnologije, efikasnost je u intervalu od 7-27 %, dok pri korištenju tehnologije suspavljivanja (npr. biomasa i ugljen) efikasnost raste do otprilike 40 %.

### Kemijska pretvorba
Kemijski procesi se koriste da bi se omogućila pretvorba biomase u neki korisniji oblik – najčešće za proizvodnju goriva koje se najviše koristi, ili čak za iskorištavanja svojstava samog procesa. U većini slučajeva prvi korak u kemijskim procesima s biomasom jest plinifikacija, a taj korak je ujedno i najskuplji te predstavlja najveći tehnički rizik. Plinifikacija se odvija pri atmosferskom tlaku, jer za razliku od kapljevina i plinova, biomasu je puno teže pohraniti u nekakvu posudu pod tlakom. Posljedica odvijanja procesa plinifikacije pri atmosferskom tlaku jest nepoptuno izgaranje biomase zbog ćega u dimnim plinovima postoje udjeli gorivih plinova poput ugljikovog monoksida, vodika i tragova metana. Tako procesuirana biomasa može služiti kao gorivo u motorima s untarnjim izgaranjem ili kao zamjena za loživo ulje. Proces plinifikacije biomase je jako koristan jer se sve vrste biomase mogu podvrgnuti tom procesu te zbog lakoće pretvorbe čvrstog otpada u korisno gorivo.
Također, pretvorba biomase u biogorivo može se izvesti i selektivnom pretvorbom individualnih komponenti. Na primjer, celuloza se može razgraditi na sorbitol, glukozu itd. Ti sastojci se onda naknadno podvrgavaju raznim procesima čime se dobivaju vodikova i ugljikovodična goriva.

### Biokemijska pretvorba
Kako je biomasa prirodni materijal, mnoštvo visoko efikasnih biokemijskih procesa je nastalo s ciljem da se razgradi struktura samog materijala biomase. U procesima biokemijske pretvorbe se koriste različiti mikroorganizmi, bakterije i enzimi s ciljem razgradnje biomase. Mikroorganizmi se koriste u procesima fermentacije, kompostiranja i anaerobne razgradnje otpada.

## Kruta biomasa
Kruta biomasa uključuje drvo, poljoprivredne te ostale organske nusproizvode i otpad.
Kruta biomasa se može spaljivati i tako se iz nje može dobiti toplinska energija za grijanje ili proizvodnju električne energije, a može se raznim postupcima pretvoriti u biogoriva ili bioplin te se kao takva koristiti za dobivanje energije.
- Neki postupci prerade i uporabe biomase
  - kompostiranje (u svrhu dobivanja gnojiva)
  - anaerobna digestija (biomasa trune u svrhu dobivanja metana i taloga koji se koristi kao gnojivo)
  - fermentacija i destilacija (za dobivanje etilnog alkohola)
  - destruktivna destilacija (proizvodi metilni alkohol iz otpada bogatih celulozom)
  - piroliza (zagrijavanje organskog otpada bez prisustva zraka u svrhu proizvodnje zapaljivog plina i ugljena)
  - spaljivanje u svrhu dobivanja topline i električne energije
  - građevinski materijali
  - biorazgradive plastike i papir (korištenje celuloznih vlakana)

| Proizvodnja energije iz primarne biomase - Svijet - 2004. | Proizvodnja energije iz primarne biomase - Svijet - 2004. |
|                                                           | Primarna biomasa                                          |
| --------------------------------------------------------- | --------------------------------------------------------- |
| Proizvodnja električne energije (bruto)                   | 128557 GWh                                                |
| Proizvodnja toplinske energije (bruto)                    | 2244721 TJ                                                |

## Biogoriva
Biogoriva su goriva koja se dobivaju preradom biomase. U posljednjih nekoliko godina, proizvodnja i potrošnja biogoriva rastu. Ekološki su daleko prihvatljivija od fosilnih, ali im je proizvodnja još uvijek skuplja. Najintenzivnija proizvodnja je u Brazilu, iz šećerne trske, te u SAD-u, iz kukuruza. Glavna biogoriva su bioetanol i biodizel.
Bioetanol predstavlja alternativu benzinu. Proizvodi se iz šećerne trske, kukuruza, ječma, krumpira, suncokreta, žita, drva i još nekih biomasa. Najintenzivnija proizvodnja je u Brazilu. Europska unija već troši znatne količine bioetanola. Hrvatska ima veliki potencijal za proizvodnju i izvoz bioetanola.
Biodizel predstavlja alternativu običnom dizelu proizvedenom iz fosilnih goriva. Proizvodi se najviše iz uljarica (uljane repice, soje, suncokreta, palminih ulja), biorazgradiv je i nije opasan za okoliš. U nekim zemljama Europske unije, biodizel je već zastupljen u gorivima (u određenom postotku), te također neka vozila već mogu voziti na 100 postotni biodizel.

## Bioplin
Bioplin se proizvodi energetskim transformacijama iz životinjskog izmeta, kanalizacijskog otpada i krute biomase, u anaerobnim uvjetima. Prvenstveno se sastoji od metana i ugljik-dioksida. Može se koristiti kao pogonsko gorivo za vozila, a njegovim pročišćavanjem možemo dobiti i plin čist poput prirodnog.
Bioplin se može koristit za dobivanje električne energije, grijanje vode i prostora te u industrijskim procesima. Ako se komprimira, može zamijeniti prirodni plin koji se koristi u automobilima s motorima na unutarnje izgaranje.

## Poveznice
- Bioelektrana

## Vanjske poveznice
- Powerlab FSB, Biomasa